# Miguel Marín y Torres
Miguel Marín y Torres fue un escultor español del siglo XIX.

## Biografía
Habría nacido en Granada, en cuya Academia de Bellas Artes hizo sus estudios. Fue académico, profesor de modelado y vaciado de adorno en la misma, tres veces socio de mérito de la Económica granadina de Amigos del País, y representó a la Academia de San Fernando en la Comisión de monumentos históricos y artísticos de la provincia de Granada.
En 1871 fue nombrado director de la Escuela de Bellas Artes de Granada. Obtuvo diferentes premios en Exposiciones provinciales, y una mención en la Universal de París de 1867, por varias estatuitas de barro pintadas. En la Nacional de Bellas Artes de 1864 presentó La Asunción de la Virgen. Fueron también de su mano un busto de la reina María Victoria, los del general Prim y Nicolás Rivero, una estatua de Mariana Pineda y estatuitas de unos majos, que regaló al rey Alfonso XII en 1878 con motivo de su boda. Fue también autor de varios trabajos literarios, y en 1867 entregó a la ya citada comisión de monumentos las biografías de Manuel González y Andrés Giraldo, artistas granadinos también.